# Avenida Atlantic–Barclays Center (metro de Nueva York)
Avenida Atlantic–Barclays Center es una estación en la línea de la Cuarta Avenida y la línea Brighton del Metro de Nueva York de la B del Brooklyn–Manhattan Transit Corporation (BMT). Localizada en la intersección con la Cuarta Avenida y la Avenida Flatbush en Brooklyn. La estación es servida en varios horarios por los trenes del servicio , , , ,  y 
Al 2008, es la segunda estación más atestada de Brooklyn (Calle Court – Borough Hall es la primera), con 10,121,151 pasajeros, y es la 29 de todo el sistema. La estación fue listada en el Registro Nacional de Lugares Históricos desde 2004, y tiene acceso para discapacitados. Con diez servicios, esta estación es la segunda, solo por detrás del complejo de la Calle 42– Times Square/Terminal de Autobuses de la Autoridad Portuaria que ofrece las transferencias con el mayor número de servicios.

## Línea de la Cuarta Avenida
Avenida Atlantic–Barclays Center es una estación en la línea de la Cuarta Avenida del Metro de Nueva York de la B del Brooklyn–Manhattan Transit Corporation (BMT). Localizada en la intersección con la Avenida Dekalb y la Avenida Flatbush en Brooklyn. La estación es servida en varios horarios por los trenes del servicio , , , y 

## Línea Brighton
La Avenida Atlantic es una estación en la línea Brighton del Metro de Nueva York de la B del Brooklyn–Manhattan Transit Corporation (BMT). Localizada en la intersección con la Avenida Dekalb y la Avenida Flatbush en Brooklyn. La estación es servida en varios horarios por los trenes del servicio  y 

## Línea Eastern Parkway
La Avenida Atlantic es una estación en la línea Eastern Parkway del Metro de Nueva York de la División A del Interborough Rapid Transit Company (IRT). Localizada en la intersección con la Avenida Dekalb y la Avenida Flatbush en Brooklyn. La estación es servida en varios horarios por los trenes del servicio , ,  y .